# 塞尔伯格筛法

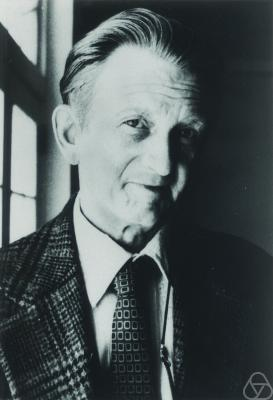
阿特勒·塞爾伯格

在數論中，塞爾伯格篩法（Selberg sieve）是一個用以估計滿足特定條件的「篩選過的」正整數集大小的技巧，而這些條件一般都以同餘表示。這篩法由阿特勒·塞爾伯格於1940年代發展。

## 描述
在篩法的術語中，塞爾伯格篩法是一種「組合篩法」，也就是一種透過小心應用容斥原理進行「篩選」的篩法。在此篩法中，塞爾伯格以一組針對問題最佳化的權重取代默比烏斯函數，而這可給出「篩選過的」的集合大小的上界。
設{\displaystyle A}為不大於{\displaystyle x}的正整數的集合，並假定{\displaystyle P}為質數的集合，然後設{\displaystyle A_{p}}是{\displaystyle A}中可為{\displaystyle P}中的質數{\displaystyle p}整除的數組成的集合；此外，可設{\displaystyle d}為{\displaystyle P}中的不同質數的乘積，在這種狀況下，可相應地定義{\displaystyle A_{d}}為{\displaystyle A}中可被{\displaystyle d}整除的數的集合，並定義{\displaystyle A_{1}}為{\displaystyle A}本身。
設{\displaystyle z}為任意實數，而{\displaystyle P(z)}為{\displaystyle P}中不大於{\displaystyle z}的質數的乘積，那這篩法的目標就是估計下式：
{\displaystyle S(A,P,z)=\left\vert A\setminus \bigcup _{p\mid P(z)}A_{p}\right\vert .}
我們可以假定說{\displaystyle \left|A_{d}\right|}可由下式估計：
{\displaystyle \left\vert A_{d}\right\vert ={\frac {1}{f(d)}}X+R_{d}.}
其中{\displaystyle f}是一個積性函數、{\displaystyle X}是{\displaystyle A}的元素個數。
另外，設{\displaystyle g}是個由對{\displaystyle f}進行默比烏斯反演所得到的函數，也就是說，{\displaystyle g(n)=\sum _{d\mid n}\mu (d)f(n/d)}且{\displaystyle f(n)=\sum _{d\mid n}g(d)}，其中{\displaystyle \mu }是默比烏斯函數。
在這種狀況下，設{\displaystyle V(z)=\sum _{\begin{smallmatrix}d<z\\d\mid P(z)\end{smallmatrix}}{\frac {1}{g(d)}}.}，就可得下列關係式：
{\displaystyle S(A,P,z)\leq {\frac {X}{V(z)}}+O\left({\sum _{\begin{smallmatrix}d_{1},d_{2}<z\\d_{1},d_{2}\mid P(z)\end{smallmatrix}}\left\vert R_{[d_{1},d_{2}]}\right\vert }\right)}
其中{\displaystyle [d_{1},d_{2}]}是{\displaystyle d_{1}}及{\displaystyle d_{2}}的最小公倍數。
此外，{\displaystyle V(z)}的數值可由下式估計：
{\displaystyle V(z)\geq \sum _{d\leq z}{\frac {1}{f(d)}}.\,}

## 應用
- 算數數列中的質數相關問題上的布朗-第區馬許定理。
- 不大於{\displaystyle x}且與歐拉函數{\displaystyle \varphi (n)}互質的{\displaystyle n}的數量，與{\displaystyle {\frac {e^{-\gamma }}{\log {\log {\log {(x)}}}}}}呈現非病態的（asymptotic）關係。